# Vlootinzamelingsmedaille
De Vlootinzamelingsmedaille (Turks: Donanma Ianesi Madalyasi) werd aan die onderdanen van de sultan verleend die een aanzienlijk bedrag hadden bijgedragen aan de inzameling voor de aankoop van moderne oorlogsschepen. In 1912 heerste in geheel Europa een bewapeningswedloop en het Osmaanse Rijk, arm en slecht geregeerd, zonder een behoorlijke belastingdienst en van alle kanten bedreigd, probeerde na de verloren Balkanoorlog het tij te keren door de strijdkrachten modern te bewapenen.
De inzameling, men ging zelfs op markten en in kroegen "met de pet rond", bracht voldoende geld op om twee reusachtige slagschepen, zogenaamde superdreadnoughts, de "Reshadieh" en "Sultan Osman I" te laten bouwen. Men bestelde ook transportschepen, de "Barbaros Hayreddin Pasha" en "Turgut Reis". De Keizerlijke Turkse marine heeft in de jaren vlak voor de Eerste Wereldoorlog veertig moderne schepen gekocht.
De Turkse marine was op het Verenigd Koninkrijk gericht, de landmacht was op de hand van Duitsland. Daarom, en omdat de Britse werven meer capaciteit hadden, werden schepen bij Britse werven besteld.
De twee slagschepen zijn nooit geleverd. Op 28 juni 1914 werd Aartshertog Frans Ferdinand van Oostenrijk-Este vermoord. Op 28 juli verklaarde Oostenrijk de oorlog aan Servië. Op 1 augustus kwamen 400 Turkse officieren en matrozen zoals al veel eerder was afgesproken in Engeland aan om de twee zojuist voltooide en betaalde slagschepen in ontvangst te nemen. De Britse Minister van Marine Winston Churchill had de Britse vloot ondertussen laten mobiliseren door haar na de zomermanoeuvres bijeen te houden. Hij nam de twee Turkse schepen een half uur voor de overdracht in beslag. De pro-Engelse en pro-Franse stemming in Turkije sloeg om toen bekend werd dat de schepen waarvoor zovelen geld hadden gegeven waren "gestolen". Als compensatie gaven de Duitsers het slagschip "Goeben" en de kruiser "Breslau", zij waren toevallig op vlootbezoek in Constantinopel, aan het woedende Turkije. Daarop besloot de Turkse regering om aan de Duits-Oostenrijks-Hongaarse zijde te gaan vechten.

## De medaille
De Vlootinzamelingsmedaille had een diameter van 36 millimeter en werd in brons, zilver, verzilverd brons, verguld brons, verguld zilver en goud uitgereikt aan diegenen die een substantieel bedrag schonken. Voor de grootste bijdragen was er een grotere gouden medaille.
Zoals gebruikelijk stond de tughra van Mehmed V op de voorzijde. Deze keer in een zonneschijf die aan de horizon boven de zee opkomt, al is een zonsondergang meer op zijn plaats. Op de keerzijde staat een twaalfzijdige ster waarbinnen een slagschip is afgebeeld. Daaronder staat "Donanma Ianesi Madalyasi" in Arabisch schrift.
Turkse medailles hangen vaak aan een klauwtje en er zijn veel medailles waarin een gat voor een ring is geboord. Deze medaille heeft daarentegen een verhoging in de vorm van een reddingsboei. Het lint dat door deze ring werd gehaald was wit en geel in twee gelijke verticale stroken.